# Abstreuen

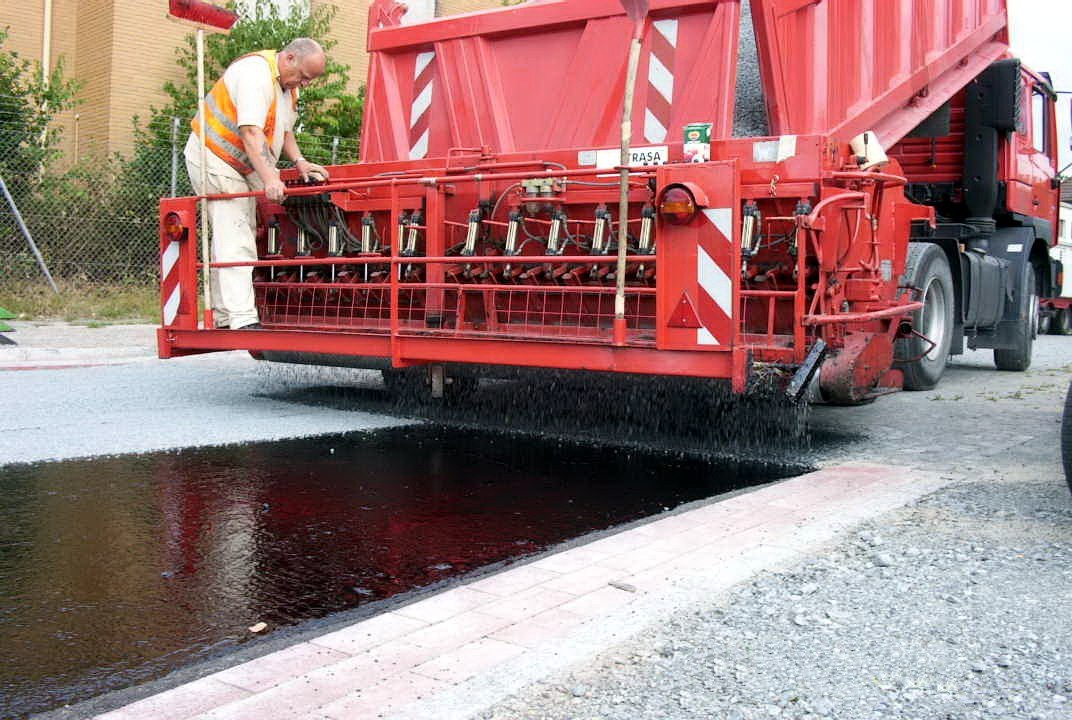
Abstreuen von Splitt bei einer Oberflächenbehandlung

Abstreuen ist ein Begriff der Bautechnik und beschreibt dort allgemein das gleichmäßige Verteilen von Sand oder Splitt (veraltet Abdecksplitt) auf einer Oberfläche. Die Gesteinskörner können gegebenenfalls auch mit Bitumen umhüllt sein.
Das Abstreuen kann aus unterschiedlichen Gründen angewendet werden. Bei der Herstellung von Asphaltdecken dient es zur Erhöhung der Anfangsgriffigkeit. Im Fall der Oberflächenbehandlung ist das Abstreuen fester Bestandteil des Bauverfahrens und erfolgt nach dem Aufspritzen eines dünnen Bindemittelfilms. Soll im Rahmen einer Erhaltungsmaßnahme die Griffigkeit wiederhergestellt werden, so führt das Abstreuen zum Abstumpfen der Fahrbahnoberfläche.
Auch verschiedene Fahrbahnmarkierungen werden zur Erhöhung der Griffigkeit mit einem Gemisch aus Glasperlen und Griffigkeitsmittel abgestreut.